# Phyllodistomum nocomis
Phyllodistomum nocomis är en plattmaskart. Phyllodistomum nocomis ingår i släktet Phyllodistomum och familjen Gorgoderidae. Inga underarter finns listade i Catalogue of Life.